# Liste der Flüsse in Belgien
Diese Seite dokumentiert die Flüsse in Belgien. Die Aufstellung erhebt keinen Anspruch auf Vollständigkeit.

## Rhein
RheinnB
MoselnB
SauerB-L-D
AlzettenB
AttertB-L
Beyermillebaach
Lischert
Thiaumont
Dreibaach
Foulterflass
Leschwies
Post
Ruisseau de Leschwies
Schockville
Drouattert
Kundelbaach
Luchterbaach
Metzerterbaach
Nobressart
Peternelsflass
Schlaimbaach
EischB-L
OurB-L-D
Auw (Our)B-L-D
Birtbach
Braunlauf
Deich
Dellbach
Engbach
Ensebach
Federbach
Husbach
Irmisch
Kolvenderbach
Langenbach
Liebach
Linnebach
Medenderbach
Schlierbach
Schmidtsbach
Ulf
Weberbach
Grossweberbach
WiltzB-l

## Maas
MaasF-B-N
OurtheB-N
Amel
Eau Rouge
Salm
Warche
WeserB-D
Getzbach
Hill
Soor
Hoëgne
ChiersL-B-F
ThonneB-F
DiezenB
DommelB-N
GöhlB-N
SenserbachD-B-N
RurB-D-N
IndeB-D
Iterbach
KallB-D
Perlenbach
Urft
Olef
JekerB-N
Lesse
Lomme
Mehaigne
Sambre
Thure
Semois
ViroinF-B
Eau BlancheF-B
Eau NoireF-B

## Schelde
ScheldeF-B-N
Dijle/DyleB-N
Rupel ->Zusammenfluss von Dijle und Nete
Demer ->in Dijle
Gete
Grote Gete
Kleine Gete
Velp
IJse ->in Dijle
Laan ->in Dijle
Senne ->in Dijle
Maelbeek
Dender/Dendre
Molenbeek-Ter Erpenbeek
Haine
LeieF-B
Molenbeekfd

## Oosterschelde
OosterscheldenB
VolkerakB-N
Mark/DintelM/D
Aa of Weerijs

## Seine
SeinenB
OiseB-F

## Yser
YserF-B
Anmerkung:
nBFluss der nicht in Belgien fließt
B-NFluss der in Belgien und den Niederlanden fließt
B-LFluss der in Belgien und Luxemburg fließt
B-L-DFluss der in Belgien, Luxemburg und Deutschland fließt
B-DFluss der in Belgien und Deutschland fließt
B-D-NFluss der in Belgien, Deutschland und die Niederlande fließt
B-FFluss der in Belgien und Frankreich fließt
F-B-NFluss der in Frankreich, Belgien und den Niederlanden fließt
F-BFluss der in Frankreich und Belgien fließt
L-B-FFluss mit Quelle in Luxemburg, der durch Belgien und Frankreich fließt
M/DFluss hat zwei Namen, je Abschnitt

## Alphabetisch
Hier sind alle Flüsse enthalten, auch < 50 Kilometer

### A
Aa of Weerijs
Amel (Fluss)
Attert (Fluss)
Auw (Our)

### B
Beyermillebaach
Birtbach
Braunlauf (Our)

### C
Chiers

### D
Deich (Our)
Dellbach (Our)
Demer
Dender
Dijle
Dommel (Fluss)
Dreibaach
Drouattert

### E
Eau Blanche
Eau Noire (Viroin)
Eau Rouge (Fluss)
Eisch
Engbach (Our)
Ensebach

### F
Federbach (Our)
Foulterflass

### G
Gete
Getzbach
Göhl (Fluss)
Grossweberbach
Grote Gete

### H
Hain (Fluss)
Haine (Fluss)
Hill (Bach)
Hoëgne
Houille
Husbach

### I
IJse
Inde (Fluss)
Irmisch (Our)
Iterbach

### J
Jeker

### K
Kall (Rur)
Kleine Gete
Kolvenderbach
Kundelbaach

### L
Laan
Langenbach (Our, Schönberg)
Leie
Leschwies
Lesse (Fluss)
Liebach
Linnebach (Our)
Lischert (Beyermillebaach)
Lomme (Fluss)
Luchterbaach

### M
Maas
Maelbeek
Mark (Fluss)
Medenderbach
Mehaigne
Metzerterbaach
Molenbeek (Erpe-Mere Bovenschelde)
Molenbeek-Ter Erpenbeek

### N
Nete
Nobressart (Attert)

### O
Oise
Olef (Fluss)
Our
Ourthe

### P
Perlenbach (Rur)
Peternelsflass
Post (Dreibaach)

### R
Ruisseau de Leschwies
Rupel (Fluss)
Rur

### S
Salm (Amel)
Sambre
Sauer (Mosel)
Schelde
Schlaimbaach
Schlierbach (Our)
Schmidtsbach
Schockville (Dreibaach)
Semois
Senne (Dijle)
Senserbach
Soor (Bach)

### T
Thiaumont (Beyermillebaach)
Thonne
Thure (Sambre)

### U
Ulf (Our)

### V
Velp (Fluss)
Viroin

### W
Warche
Weberbach (Our)
Weser (Ourthe)
Wiltz (Fluss)

### Y
Yser

### Z
Zeeschelde
Zwin